# وژانتسا (شهرستان چارنکوو-تژچیانکا)
وژانتسا (به لاتین: Wrząca) یک روستا در لهستان است که در گمینا تژچیانکا واقع شده‌است. وژانتسا ۲۲۰ نفر جمعیت دارد.